# Hemigraphis borneensis
Hemigraphis borneensis är en akantusväxtart som beskrevs av Hallier f. och Sijfert Hendrik Koorders. Hemigraphis borneensis ingår i släktet Hemigraphis och familjen akantusväxter. Inga underarter finns listade i Catalogue of Life.